# Resedaceae
Famille
Classification APG III (2009)
La famille des Resedaceae (Résédacées) est constituée de plantes dicotylédones ; elle comprend 70 espèces réparties en 6 ou 7 genres.
Ce sont essentiellement des plantes herbacées annuelles, bisannuelles ou vivaces des régions tempérées à subtropicales (Europe, Bassin méditerranéen, Afrique du Nord, Moyen-Orient, sud-ouest des États-Unis, Mexique).

## Étymologie
Le nom vient du genre type Reseda, nom latin la plante, de resedo, resedare, « calmer, guérir », ces plantes étant autrefois employées en médecine.

## Classification
La classification classique de Cronquist (1981) situait cette famille dans l'ordre des Capparales.
La classification phylogénétique situe cette famille dans l'ordre des Brassicales.
La classification phylogénétique APG IV (2016) transfère les genres Borthwickia, Forchhammeria, Stixis et Tirania, auparavant tous dans les Capparaceae, dans les Resedaceae.

## Liste des genres
Selon Angiosperm Phylogeny Website (21 juin 2010) :
- Caylusea (en)
- Homalodiscus
- Ochradenus (en)
- Oligomeris
- Randonia
- Reseda
- Sesamoides

Selon NCBI (21 juin 2010) :
- Caylusea
- Forchhammeria (en)
- Ochradenus
- Oligomeris
- Randonia
- Reseda
- Sesamoides

Selon DELTA Angio (21 juin 2010) :
- Caylusea
- Ochradenus
- Oligomeris
- Randonia
- Reseda
- Sesamoides

Selon ITIS (21 juin 2010) :
- Oligomeris Camb.
- Reseda L.

## Liste des espèces
Selon NCBI (21 juin 2010) :
- genre Caylusea
  - Caylusea abyssinica
  - Caylusea hexagyna
  - Caylusea latifolia
- genre Forchhammeria
  - Forchhammeria macrocarpa
  - Forchhammeria pallida
  - Forchhammeria sessilifolia
  - Forchhammeria trifoliata
  - Forchhammeria watsonii
  - Forchhammeria sp. Iltis 30784
- genre Ochradenus
  - Ochradenus arabicus
  - Ochradenus aucheri
  - Ochradenus baccatus
  - Ochradenus ochradeni
  - Ochradenus randonioides
  - Ochradenus socotranus
- genre Oligomeris
  - Oligomeris dipetala
  - Oligomeris dregeana
  - Oligomeris linifolia
- genre Randonia
  - Randonia africana
- genre Reseda
  - Reseda alba
  - Reseda alopecuros
  - Reseda alphonsi
  - Reseda amblycarpa
  - Reseda arabica
  - Reseda armena
  - Reseda attenuata
  - Reseda aucheri
  - Reseda barrelieri
  - Reseda battandieri
  - Reseda buhseana
  - Reseda collina
  - Reseda complicata
  - Reseda crystallina
  - Reseda diffusa
  - Reseda duriaeana
  - Reseda elata
  - Reseda ellenbeckii
  - Reseda gayana
  - Reseda germanicopolitana
  - Reseda gilgiana
  - Reseda glauca
  - Reseda gredensis
  - Reseda inodora
  - Reseda jacquinii
  - Reseda lanceolata
  - Reseda lancerotae
  - Reseda lutea
  - Reseda luteola
  - Reseda media
  - Reseda microcarpa
  - Reseda muricata
  - Reseda odorata
  - Reseda oligomeroides
  - Reseda orientalis
  - Reseda phyteuma
  - Reseda scoparia
  - Reseda sessilifolia
  - Reseda sphenocleoides
  - Reseda stenostachya
  - Reseda stricta
  - Reseda suffruticosa
  - Reseda telephiifolia
  - Reseda tymphaea
  - Reseda undata
  - Reseda urnigera
  - Reseda valentina
  - Reseda villosa
  - Reseda virgata
  - Reseda viridis
- genre Sesamoides
  - Sesamoides interrupta
  - Sesamoides prostrata
  - Sesamoides purpurascens
  - Sesamoides spathulifolia
  - Sesamoides suffruticosa